# Jules Bernard Luys
Jules Bernard Luys (17 de agosto de 1828 – 21 de agosto de 1897) foi um neurologista francês que fez contribuições importantes para os campos da neuroanatomia e da neuropsiquiatria.

## Vida
Nascido em Paris em 17 de agosto de 1828, Luys tornou-se doutor em medicina em 1857 e conduziu pesquisas extensas sobre a anatomia, patologia e funções do sistema nervoso central. Em 1865, publicou um tratado intitulado Estudos sobre a Estrutura, Funções e Doenças do Sistema Cérebro-Espinal, acompanhado por um atlas tridimensional desenhado à mão do cérebro. Foi nesse livro que Luys forneceu a primeira descrição da estrutura hoje conhecida como núcleo subtalâmico. Luys denominou esse núcleo de bandelette accessoire des olives supérieures (faixa acessória das olivas superiores) e concluiu que era um centro para a dispersão da influência cerebelar sobre o corpo estriado. Luys também traçou a projeção do núcleo subtalâmico para o globo pálido e a projeção para o núcleo subtalâmico a partir do córtex cerebral. Hoje, essas vias e estruturas são consideradas centrais para a fisiopatologia da doença de Parkinson, sendo o núcleo subtalâmico um dos principais alvos para a estimulação cerebral profunda.
Em reconhecimento à descoberta de Luys, Auguste Forel (1848–1931) deu ao núcleo subtalâmico o nome de corpus Luysii (corpo de Luys), um nome ainda ocasionalmente usado hoje.
Em 1873, Luys publicou o primeiro atlas fotográfico sobre o cérebro e o sistema nervoso: Iconographie Photographique des Centres Nerveux. O atlas continha setenta impressões em albumina de seções frontais, sagitals e horizontais do cérebro. Algumas delas foram ampliadas com microscópio, mas a maioria representava a neuroanatomia macroscópica. Apesar da popularidade da fotografia como uma nova ferramenta de visualização, a publicação da Iconographie não levou a uma proliferação de atlas fotográficos neuroanatômicos nas décadas seguintes. No entanto, Edward Flatau publicou um atlas desse tipo em 1894.
Em colaboração com seu amigo Benjamin Ball, ele fundou em 1881 a revista L'Encéphale.